# Anoecia radiciphaga
Anoecia radiciphaga är en insektsart. Anoecia radiciphaga ingår i släktet Anoecia och familjen långrörsbladlöss. Inga underarter finns listade i Catalogue of Life.